# Gastón Pereiro
Gastón Rodrigo Pereiro López (ur. 11 czerwca 1995 w Montevideo) – urugwajski piłkarz występujący na pozycji ofensywnego pomocnika, skrzydłowego lub cofniętego napastnika, reprezentant Urugwaju, od 2024 roku zawodnik włoskiej Ternany.

## Kariera klubowa
Pereiro pochodzi ze stołecznego Montevideo. Wychowywał się w dzielnicy Aguada; jego ojciec był taksówkarzem, zaś matka pracowała jako agent ubezpieczeniowy. Treningi piłkarskie rozpoczynał w drużynie Miramar Misiones. W wieku trzynastu lat jego talent został zauważony przez trenera młodzieży Waltera Lópeza, który ściągnął go do akademii juniorskiej krajowego giganta – stołecznego Club Nacional de Football. Początkowo występował na pozycji lewego skrzydłowego – z biegiem czasu został przesunięty na pozycję rozgrywającego, a następnie na prawe skrzydło. W kwietniu 2012 wraz z trzema kolegami z drużyny udał się na kilkudniowe testy do angielskiego Liverpool FC, lecz do transferu ostatecznie nie doszło. W ciągu kolejnych kilku miesięcy był okazyjnie włączany do treningów pierwszej drużyny Nacionalu.
Na profesjonalny debiut Pereiro musiał czekać aż do stycznia 2014, kiedy to trener Gerardo Pelusso wpuścił go na boisko w spotkaniu z boliwijskim Oriente Petrolero (0:1) w ramach rozgrywek Copa Libertadores. W urugwajskiej Primera División zadebiutował kilka dni później, 1 lutego 2014 w wygranej 2:0 konfrontacji z Racingiem, zdobywając w nim również pierwszego gola. Od razu po debiucie wywalczył sobie pewne miejsce w wyjściowym składzie, współtworząc formację ofensywną z graczami takimi jak Iván Alonso, Sebastián Fernández czy Álvaro Recoba. W sezonie 2014/2015 wywalczył z ekipą prowadzoną przez Álvaro Gutiérreza tytuł mistrza Urugwaju, a sam został wybrany w plebiscycie dziennikarzy najlepszym ofensywnym pomocnikiem ligi urugwajskiej. Ogółem barwy Nacionalu reprezentował przez półtora roku.
W lipcu 2015 Pereiro za sumę siedmiu milionów euro przeszedł do ówczesnego mistrza Holandii – PSV Eindhoven. W taktyce trenera Phillipa Cocu miał zastąpić sprzedanego Memphisa Depaya, sprzedanego do Manchesteru United. W tamtejszej Eredivisie zadebiutował 11 sierpnia 2015 w zremisowanym 2:2 meczu z ADO Den Haag, a premierowe bramki strzelił 4 października tego samego roku w wygranych 2:1 derbach z Ajaxem, strzelając w nich obydwa gole dla PSV. Szybko został kluczowym piłkarzem zespołu; w 2015 roku zdobył z PSV superpuchar Holandii – Tarczę Johana Cruyffa, zaś w sezonie 2015/2016 wywalczył mistrzostwo Holandii. W 2016 roku po raz drugi z rzędu osiągnął Tarczę Johana Cruyffa.

## Kariera reprezentacyjna
W styczniu 2015 Pereiro został powołany przez Fabiána Coito do reprezentacji Urugwaju U-20 na Mistrzostwa Ameryki Południowej U-20. Tam miał niepodważalną pozycję w pierwszym składzie; rozegrał osiem z dziewięciu możliwych spotkań (wszystkie w wyjściowej jedenastce) i strzelił pięć goli – z Brazylią (2:0), Chile (6:1), Peru (3:1), Paragwajem (2:0) i Argentyną (1:2). Dało mu to drugie miejsce w klasyfikacji strzelców rozgrywek (cztery bramki za Giovannim Simeone), natomiast Urugwajczycy – gospodarze turnieju – uplasowali się na trzecim miejscu. Trzy miesiące później znalazł się w składzie na Mistrzostwa Świata U-20 w Nowej Zelandii; wystąpił tam we wszystkich czterech meczach od pierwszej minuty i zanotował trafienie w meczu fazy grupowej z Serbią (1:0). Jego kadra odpadła wówczas z młodzieżowego mundialu w 1/8 finału, ulegając w serii rzutów karnych późniejszemu finaliście – Brazylii (0:0, 4:5 k).
W seniorskiej reprezentacji Urugwaju Pereiro zadebiutował za kadencji selekcjonera Óscara Tabáreza, 10 listopada 2017 w zremisowanym 0:0 meczu towarzyskim z Polską.